# River Rouge
River Rouge é uma cidade localizada no estado americano do Michigan, no Condado de Wayne.

## Demografia
Segundo o censo americano de 2000, a sua população era de 9917 habitantes.
Em 2006, foi estimada uma população de 9031, um decréscimo de 886 (-8.9%).

## Geografia
De acordo com o United States Census Bureau tem uma área de 8,8 km², dos quais 6,9 km² cobertos por terra e 1,9 km² cobertos por água.

## Localidades na vizinhança
O diagrama seguinte representa as localidades num raio de 8 km ao redor de River Rouge.